# Stafelter
Stafelter – mała miejscowość (lieu-dit) w środkowym Luksemburgu, w kantonie Luksemburg, w gminie Niederanven. Do 3 października 2015 miejscowość leżała w dystrykcie Luksemburg.  